# Mohamed Hédi El Amri
Pour les articles homonymes, voir Amri.
 (mars 2008).
Si vous disposez d'ouvrages ou d'articles de référence ou si vous connaissez des sites web de qualité traitant du thème abordé ici, merci de compléter l'article en donnant les références utiles à sa vérifiabilité et en les liant à la section « Notes et références ».
Mohamed Hédi El Amri (arabe : محمد الهادي العامري), né en 1906 à Kalâa Seghira et mort le 30 juillet 1978, est un écrivain et historien tunisien.

## Biographie

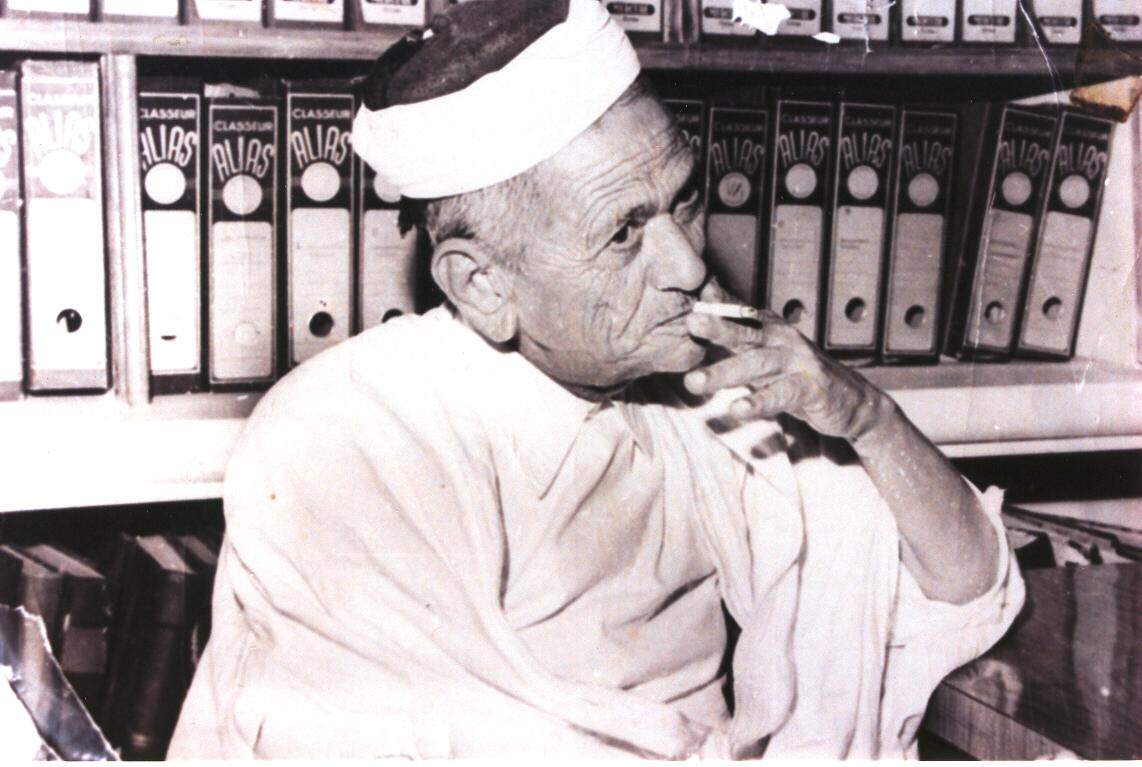
El Amri durant une interview en 1969.

Diplômé de l'université Zitouna à l'âge de 20 ans, il enseigne dans une école coranique de Tunis puis est nommé, en 1928, directeur d'une école coranique de Monastir où il passe plus d'une vingtaine d'années.
Il écrit également dans la presse tunisienne et égyptienne dès son jeune âge et y traite plusieurs sujets d'ordre politique, culturel, religieux et social. Dès l'indépendance de la Tunisie en 1956, El Amri participe aux émissions de la radio nationale jusqu'à son décès.

## Analyse
Selon Mustapha Kilani, ses différents écrits littéraires, historiques et pédagogiques renverrait l'image du monde encyclopédique arabe. En effet, El Amri avait été instruit sur le modèle des grands écrivains du Moyen Âge et était imprégné d'une culture théologique née de ses études à la Zitouna.
Porté par son amour pour la lecture, il mène des recherches et se passionne pour la littérature, la philosophie et l'histoire. Intellectuel issu de la conservatrice Zitouna, il était toutefois différent des hommes de son époque car persuadé que les causes majeures du retard de la civilisation arabe était le dépassement de celle-ci et citait sa rupture avec la raison comme l'une des causes de son sous-développement.

## Œuvres
- L'histoire du Maghreb arabe à travers sept siècles
- Souvenirs de l'évacuation
- La Tunisie à travers les siècles et les civilisations